# Sóng sin
Sóng sin là loại sóng dao động điều hòa và thường được diễn tả dưới 1 hàm toán học theo thời gian: 
y(t) = A. sin (ω t + φ)
- A: Biên độ dao động (m/cm)
- ω: Tần số góc (rad/s)
- t; thời gian (s)
- φ: Pha ban đầu. (rad)
- Sóng sin là loại sóng cơ bản nhất và được ứng dụng nhiều trong thực tế như vật lý, toán học, kỹ thuật, xử lý tín hiệu,... Sóng sin cũng là trường hợp đặc biệt quan trọng nhất của sóng tuần hoàn. Thật vậy, nhiều nhà khoa học và kĩ sư sẽ khó chịu với việc định nghĩa một dạng sóng như âm thanh "ah" là có tần số và bước sóng rõ ràng, vì họ xem chỉ có các sóng sin là thí dụ thuần túy có một tần số và bước sóng nhất định. Theo ý nghĩa này, các sóng sin là những viên gạch cấu trúc cơ bản, thuần khiết của mọi sóng.

## Phương trình sóng

Đồ thị sóng sin.Đồ thị sóng sin.

y(x,t) = A. sin (ω t - kx + φ) + D
- f: Tần số (Hz).
- λ: Bước sóng. Mọi sóng tuần hoàn cũng sẽ biểu hiện một mẫu hình lặp lại khi vẽ đồ thị là hàm của vị trí. Khoảng cách nối giữa một lần lặp lại được gọi là một bước sóng. Ký hiệu thường dùng cho bước sóng là λ, ký tự Hi Lạp lambda. Bước sóng đối với không gian giống như chu kì đối với thời gian.
- c: Tốc độ truyền sóng.
- Phương trình trên cho thấy độ dài của bước sóng sin theo thời gian t và vị trí x.

Đồ thị sóng.

## Sóng sin mở rộng
- Một số sóng, như sóng âm, dễ dàng nghiên cứu bằng cách đặt một máy dò tại một nơi nhất định trong không gian và nghiên cứu chuyển động là một hàm của thời gian. Kết quả là một đồ thị có trục hoành là trục thời gian.
- Với sóng nước, mặt khác, cách dễ hơn là nhìn sóng theo đường thẳng.